# ترتيب
الترتيب جعل كل شيء في مرتبته، واصطلاحا هو جعل الأشياء الكثيرة بحيث يطلق عليها اسم الواحد، ويكون لبعض أجزائه نسبة إلى البعض، بالتقدم والتأخر. وهو أخص من التأليف.